# Geelong World Cup
A Geelong World Cup é uma corrida de ciclismo feminina que se disputava na Austrália entre 1998 e 2008. Fez parte da Copa do Mundo de Ciclismo Feminina. Esteve organizada em cidades diferentes : Sydney em 1998, Canberra de 1999 a 2001, nas fileiras dos Snowy Mountains em 2002 e a Geelong (Vitória) entre 2003 e 2008.
A Cadel Evans Great Ocean Road Race Women, organizada a partir de 2015, pode ser visto como um sucessor da Geelong World Cup.

## Palmarés
| Ano                | Vencedor            | Segundo           | Terceiro            |
| ------------------ | ------------------- | ----------------- | ------------------- |
| Sydney World Cup   |                     |                   |                     |
| 1998               | Dede Barry          | Pamela Schuster   | Elizabeth Tadich    |
| Canberra World Cup |                     |                   |                     |
| 1999               | Anna Wilson         | Hanka Kupfernagel | Sara Symington      |
| 2000               | Anna Wilson         | Mirella van Melis | Mirjam Melchers     |
| 2001               | Anna Millward       | Mirjam Melchers   | Rochelle Gilmore    |
| 2002               | Petra Rossner       | Rochelle Gilmore  | Mirjam Melchers     |
| Geelong World Cup  |                     |                   |                     |
| 2003               | Sara Carrigan       | Katie Mactier     | Judith Arndt        |
| 2004               | Oenone Wood         | Petra Rossner     | Miho Oki            |
| 2005               | Rochelle Gilmore    | Oenone Wood       | Katherine Bates     |
| 2006               | Ina-Yoko Teutenberg | Miho Oki          | Katherine Bates     |
| 2007               | Nicole Cooke        | Oenone Wood       | Nikki Butterfield   |
| 2008               | Katheryn Curi       | Emma Rickards     | Ina-Yoko Teutenberg |